# 吳政君
吳政君（Alex Wu），臺灣擊樂演奏家，是异境樂團藝術總監、也是生祥樂隊與絲竹空爵士樂團的團員。2008年畢業於國立臺灣戲曲學院戲曲音樂系。擅長演奏二胡、與各種風格的打擊樂器，包括拉丁打擊樂器、中國打擊樂器、世界手鼓和爵士鼓等。演奏風格涵蓋爵士樂、拉丁音樂、流行音樂、世界音樂等領域。曾受邀參與多場國際演出，合作對象包括臺北市立國樂團、台灣國樂團，以及多位知名藝人，如馬修連恩、張惠妹、黃小琥、戴佩妮、江蕙、劉若英、周杰倫、鳳飛飛、梁靜茹等。2018年獲得國立臺灣戲曲學院107學年度傑出校友獎。2021年獲得第12屆金音創作獎最佳樂手獎。

## 獎項紀錄
| 年份 | 主辦單位／典禮名稱            | 獎項                                                | 入圍者         | 音樂作品             | 結 果 |
| ---- | ----------------------------- | --------------------------------------------------- | -------------- | -------------------- | ----- |
| 2010 | 第21屆金曲獎                  | 最佳專輯獎                                          | 絲竹空爵士樂團 | 《紙鳶 PaperEagle》  | 獲獎  |
| 2011 | 第2屆金音獎                   | 最佳現場演奏獎                                      | 絲竹空爵士樂團 | 《西門紅樓二樓劇場》 | 獲獎  |
| 2012 | 第3屆金音獎                   | 最佳樂手獎                                          | 吳政君         | 《旋轉》             | 提名  |
| 2012 | 第3屆金音獎                   | 最佳爵士專輯獎                                      | 絲竹空爵士樂團 | 《旋轉》             | 提名  |
| 2012 | 第3屆金音獎                   | 最佳爵士單曲獎                                      | 絲竹空爵士樂團 | 《醉酒都馬》         | 提名  |
| 2013 | 第4屆金音獎                   | 最佳專輯獎                                          | 生祥樂隊       | 《我莊》             | 獲獎  |
| 2013 | 第4屆金音獎                   | 評審團大獎                                          | 生祥樂隊       | 《我莊》             | 獲獎  |
| 2014 | 第17屆中華音樂人交流協會      | 年度十大專輯獎                                      | 生祥樂隊       | 《我莊》             | 獲獎  |
| 2016 | 第7屆金音獎                   | 最佳專輯獎                                          | 生祥樂隊       | 《圍莊》             | 獲獎  |
| 2016 | 第7屆金音獎                   | 最佳民謠單曲獎                                      | 生祥樂隊       | 《圍莊》             | 獲獎  |
| 2016 | 第7屆金音獎                   | 評審團大獎                                          | 生祥樂隊       | 《圍莊》             | 獲獎  |
| 2018 | 國立臺灣戲曲學院              | 107學年度 傑出校友獎                                | 吳政君         | 不適用               | 獲獎  |
| 2021 | 第24屆中華音樂人交流協會      | 年度十大專輯獎                                      | 生祥樂隊       | 《野蓮出莊》         | 獲獎  |
| 2021 | 第32屆金曲獎                  | 演奏類 最佳專輯製作人獎                             | 吳政君         | 《流光傳奇》         | 提名  |
| 2021 | 第32屆金曲獎                  | 演奏類 最佳演奏專輯獎                               | 异境樂團       | 《流光傳奇》         | 提名  |
| 2021 | 第12屆金音獎                  | 最佳樂手獎                                          | 吳政君         | 《野蓮出莊》         | 獲獎  |
| 2021 | 第12屆金音獎                  | 最佳民謠專輯獎                                      | 生祥樂隊       | 《野蓮出莊》         | 提名  |
| 2021 | 第12屆金音獎                  | 最佳民謠歌曲獎                                      | 生祥樂隊       | 《豆腐牯》           | 提名  |
| 2022 | 全球音樂獎Global Music Awards | 三大金獎 - 最佳製作人 - 最佳專輯 - 最佳融合音樂     | 异境樂團       | 《流光傳奇》         | 獲獎  |
| 2023 | 全球音樂獎Global Music Awards | 三大金獎 - 最佳製作人 - 最佳樂團 - 最佳專輯裝幀設計 | 异境樂團       | 《初INITIAL》        | 獲獎  |

## 外部連結
- 吳政君臉書
- 吳政君Youtube （页面存档备份，存于）
- 异境樂團官方網站 （页面存档备份，存于）
- 异境樂團臉書粉絲專頁
- 絲竹空爵士樂團粉絲專頁
- 生祥樂隊臉書粉絲專頁 （页面存档备份，存于）